# 杜塞尔多夫艺术学院

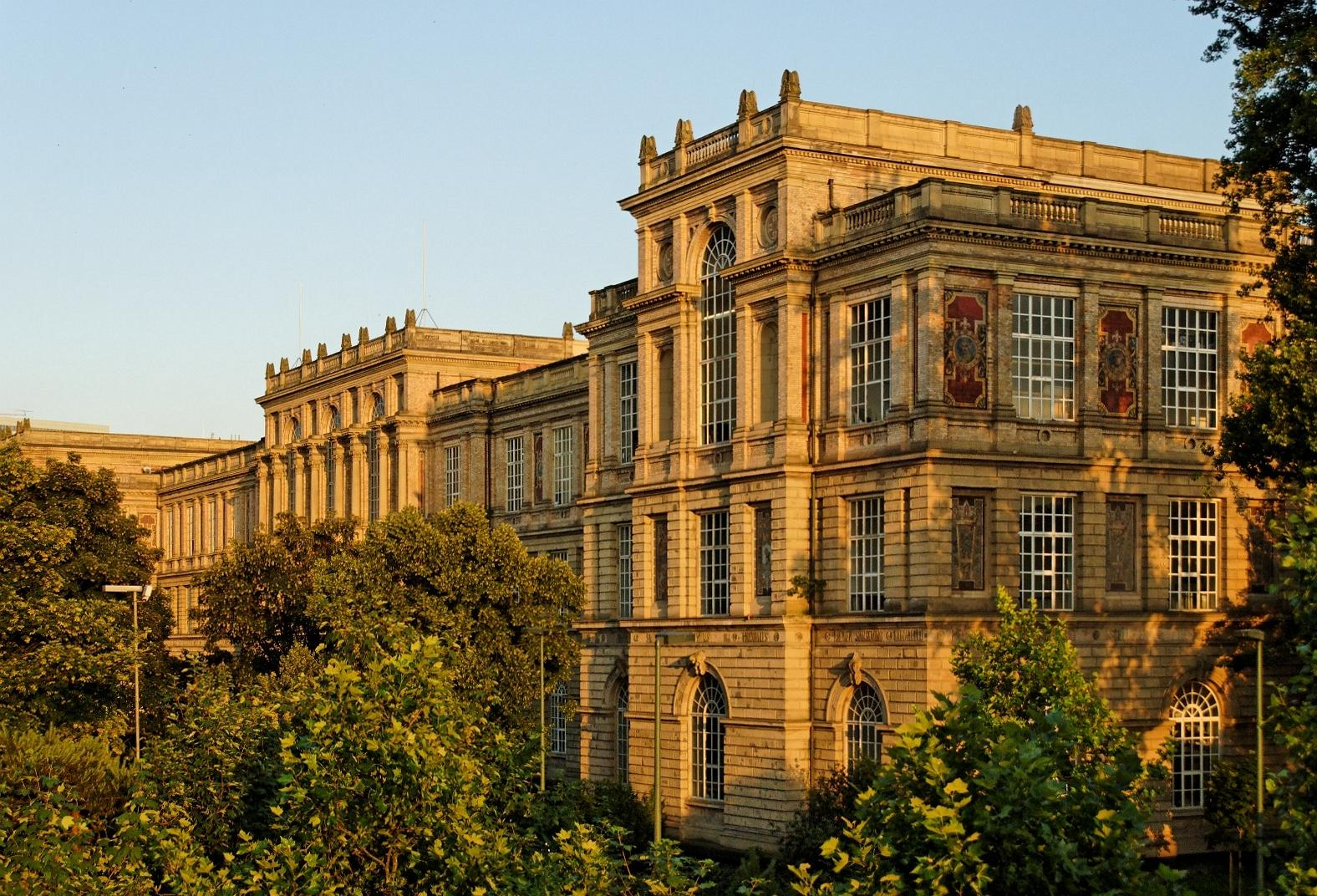
杜塞尔多夫艺术学院

杜塞道夫藝術學院（德語：Kunstakademie Düsseldorf）是一所位於德國杜塞道夫的藝術類學校。

## 历史
1762年在德国杜塞尔多夫创建，1850年代在全世界知名度提高，使得远至斯堪的纳维亚，俄罗斯，美国的学生都前来学习，形成“杜塞道夫畫派”。